# Paracossus zyaung
Paracossus zyaung – gatunek motyli z rodziny trociniarkowatych.
Gatunek ten opisany został po raz pierwszy w 2014 roku przez Romana Jakowlewa na podstawie trzech samców odłowionych w 2012 roku w Kon Loc na terenie wietnamskiego dystryktu K'Bang w prowincji Gia Lai. Epitet gatunkowy upamiętnia Zyaunga – mitycznego herosa i obrońcę Wietnamczyków.
Motyl ten osiąga od 22 do 23 mm długości przedniego skrzydła. Czułki są podwójnie grzebieniaste z dość długimi blaszkami grzebienia. Szare owłosienie grubo pokrywa tułów i odwłok. Na szarym tle przednich skrzydeł występuje siateczkowaty wzór z cienkich linii ciemnoszarej barwy, pogrubionych w nasadowej części skrzydła. Na ciemnoszarych skrzydłach tylnych siateczkowaty wzór jest słabiej rozwinięty, ciemnobrązowy. Strzępiny skrzydeł obu par mają kraciasty wzór, ciemniejszy przy żyłkach i jaśniejszy między nimi. Męskie genitalia cechuje głęboko i półkuliście rozwidlony wierzchołek unkusa, krótkie i grube odgałęzienia półkulistego gnatosa, walwa o bardzo małej i wąskiej dystalnej części błoniastej oraz nierównej krawędzi kostalnej, zawieszka przekształcona we zesklerotyzowaną płytkę o bardzo długim i zakrzywionym wyrostku, siodełkowata juksta z grubymi wyrostkami bocznymi, przysadzisty sakus półkulistej formy oraz krótszy od walwy edeagus z silnie poszerzonym, przypominających szczyt włóczni wierzchołkiem. W otwierającej się w 1/5 długości edeagusa wezyce brak jest cierni.
Owad orientalny, znany tylko z lokalizacji typowej w środkowym Wietnamie.